# ぢたま(某)
ぢたま（某）（ぢたま ぼう、男性、“（某）”の部分は本来は「○に某」。）は、日本の漫画家。愛知県稲沢市出身。

## 概要
名城大学法学部出身。初期は成人向け漫画のフィールドで活躍していた。
1996年（平成8年）に刊行した『聖なる行水』が話題となり、当時は「おしっこ漫画家」と評されていた。旧来、緒図乃真朋作品など漫画の作中の濡れ場において女性キャラの失禁・放尿が数多く描写されるケースは珍しくなかったが、放尿行為そのものを物語の中核に置いた『聖なる行水』は業界を震撼させた。
2000年代に入ると、作画を担当した『まほろまてぃっく』がアニメ化されたことで、一般向け漫画での知名度も上がり、青年向けエロコメの『kiss×sis』は2004年の初掲載から約17年にもおよぶ長期連載となった。
もともとアニメーター志望で絵の勉強をしていたとのことで、『まほろまてぃっく』の第1期アニメ化の時、原作4巻のカバー下4コマでカミングアウトしたところ、第2期でスタッフの厚意で原画に参加した。また、アニメ『これが私の御主人様』でも原画として参加している。
その少女漫画然とした絵柄や作風のため、女性作家と間違われることもあるが、『好きだけど好きだから』新装版のあとがき部分では、本人の写真とともに女性説があがったことに対して苦笑ととれる感想を述べている。また『まほろまてぃっく』関連のイベントではまほろのコスプレをした複数のコスプレイヤーたちに囲まれ、舞台上で記念撮影に応じている。
『kiss×sis〜ゼロから始めるラジオ〜』にて、都合（締め切りに追われていたため）により参加を見送った際、「かわいい女の子のおしっこしている姿を見るのは好きですか？ 俺は3度の飯より大好きです！ っていうか、おかずです！（中略）出だしは元気よく（笑）」といったメールを送った。届いたメールはあまりの内容から司会者（『kiss×sis』担当者）が困惑、朗読を引き受けた若月Rikoも引く中、一字一句違わずに読みあげられ会場は失笑した。
現在は埼玉県に在住。既婚で二人の娘がおり、ウェブコミック『父ちゃんはいつも仕事場』（コミック・ダンガン連載中）でネタにしている。

## 作品リスト

### 成人向け漫画
- 『好きだけど好きだから』（司書房、1995年8月25日第1刷発行、成年指定、ISBN 4-88725-057-6、本体874円+税）
  - 新装版（ティーアイネット、2000年2月10日初版発行、成年マークなし、ISBN 4-88774-009-3、本体924円+税）
- 『聖なる行水』（ワニマガジン社、1996年6月1日初版発行、成年指定、ISBN 4-89829-195-3、本体505円+税）
- 『nothing but…、』（司書房、1997年7月25日第1刷発行、成年指定、ISBN 4-8128-0045-5、本体857円+税）
  - 新装版（ティーアイネット、2000年2月10日初版発行、成年マークなし、ISBN 4-88774-010-7、本体924円+税）
- 『気分2（きぶんきぶん）』（ティーアイネット、1999年11月15日初版発行、成年指定、ISBN 4-88774-000-X、本体924円+税）
- 『気分2（きぶんきぶん）2』（ティーアイネット、2001年3月16日初版発行、成年指定、ISBN 4-88774-033-6、本体924円+税）
- 『SuperLovePotion』（ティーアイネット、2005年12月2日初版発行、成年指定、ISBN 4-88774-171-5、本体924円+税）

### 一般向け漫画
- 『みかん月夜はゆずの夢』 - 『ヤングアニマル』（白泉社）1995年、全2話、単行本未収録
- 『らいふ・ぷらんにんぐ』 - 『月刊Gファンタジー』（スクウェア・エニックス）2000年8月号 - 2001年6月号、単行本未収録
- 『kiss×sis』 - 『別冊ヤングマガジン』（講談社）2006年13号 - 2008年29号 → 『週刊ヤングマガジン』（講談社）2008年44号 - 2009年52号[注釈 1] 月1連載 → 『月刊ヤングマガジン』（講談社）2010年No.1 - 2021年No.10、全25巻
- 『ファイト一発! 充電ちゃん!!』 - 『コミックガム』（ワニブックス） 2006年1月号 - 2013年12月号、全10巻
- 『よつのは』 - 『メガミマガジン』（学研）2008年3月号 - 9月号
- 『父ちゃんはいつも仕事場』 - 『コミック・ダンガン』（ホビージャパン）
- 『小学生がママでもいいですか?』 - 『月刊少年シリウス』（講談社）2018年2月号 - 2020年12月号
- 『日陰魔女は気づかない 〜魔法学園に入学した天才妹が、姉はもっとすごいと言いふらしていたなんて〜』 - 『マンガクロス』（秋田書店）2023年12月20日 - 連載中

### 漫画（作画担当）
- 『まほろまてぃっく』原作：中山文十郎（ワニブックス、全8巻）
  - 新装版（ガムコミックスプラス）

### ゲーム（原画）
- めいでん☆ブリーダー2（18禁、TEATIME）
- 盛夏の杜（18禁、Guts!）

### アニメ
- まほろまてぃっく〜もっと美しいもの〜（2002-2003年）、原作・原画
- キディ・グレイド（2002-2003年）、第21話アイキャッチイラスト
- 月詠 -MOON PHASE-（2004-2005年）、第14話エンドカードイラスト
- まほろまてぃっく特別編 ただいま◆おかえり（2009年）、原作・アイキャッチ
- きんいろモザイク（2013年）、原画
- 放課後のプレアデス（2015年）、原画・第1話エンドカードイラスト
- ハロー！！きんいろモザイク（2015年）、原画
- アサルトリリィ BOUQUET（2020年）、第10話エンドカードイラスト

## アシスタント経験
- 水原賢治[2]